# Collezioni musicali a Siena
Collezioni musicali a Siena

## Prima del Cinquecento
Il ricchissimo patrimonio musicale senese inizia con testimonianze risalenti al secolo X: a quel periodo si datano i più antichi frammenti neumatici conservati nell'Archivio di Stato; al secolo XII risalgono invece i più antichi libri liturgico-musicali della Biblioteca degli Intronati (il graduale F.VI.15). A partire dal secolo XIII si datano i più antichi documenti musicali (ancora, naturalmente, libri liturgico-musicali) della Libreria Piccolomini. Al secolo XIV risalgono l'antifonario H.I.10 degli Intronati e alcuni frammenti in Archivio di Stato (uno con stralci di cantate di Antonio Zacara). Nel 2003, ancora in Archivio di Stato, sono stati ritrovati frammenti profani del secolo XV (nel fondo del Vicariato di Ravi e in quello del diplomatico Bichi Borghesi). Al secolo XV risalgono anche il processionale F.XI.18, il trattato manoscritto Incipit ars ad discantandum contrapunctum di Paulus de Florentia, e molti esemplari del Fondo Lecceto (tutti agli Intronati), oltre che numerosi libri della Biblioteca Piccolomini.

## Il Cinquecento

Notarile antecosimiamo 2747

Ricca di testimonianze risalenti al secolo XVI è la Biblioteca degli Intronati. Di quel periodo sono molti libri liturgici stampati e alcuni manoscritti (per esempio i due del Fondo Lecceto segnati H.I.5 e G.I.6), oltre che numerosi trattati, tra cui i celebri compendi di Pietro Aaron, Gioseffo Zarlino e Vincenzo Galilei. All'Archivio di Stato si conserva un frammento della Corona di sacre canzoni o laude spirituali di più divoti autori di Matteo Coferati, stampato a Firenze nel 1675, e un curioso frammento con la mano guidoniana al centro di una serie di incipit liturgici (è la copertina del Notarile Antecosimiano 2747). Del Cinquecento (musica vocale sacra e profana di Agazzari, Marenzio o Palestrina) sono gli esemplari più antichi collezionati da Guido Chigi-Saracini, oggi nel Fondo Antico dell'Accademia Chigiana.

## Il Seicento
Del Seicento sono le prime testimonianze della polifonia praticata nella Collegiata di Santa Maria a Provenzano, oggi conservate agli Intronati. Oltre a un esemplare manoscritto (i Madrigali di Tommaso Pecci), il Fondo contiene numerosi libri parte di seicentine stampate tra il 1642 e il 1692 (tra Roma, Bologna e Venezia) con musiche di, tra gli altri, Giovanni Andrea Florimi, Giovanni Paolo Colonna, Alessandro Grandi, Francesco Foggia e Giovanni Francesco Anerio. Del XVII secolo anche molti trattati degli Intronati (opere di Athanasius Kircher, Giovanni Battista Doni e Giovanni Maria Artusi).

## Il Settecento

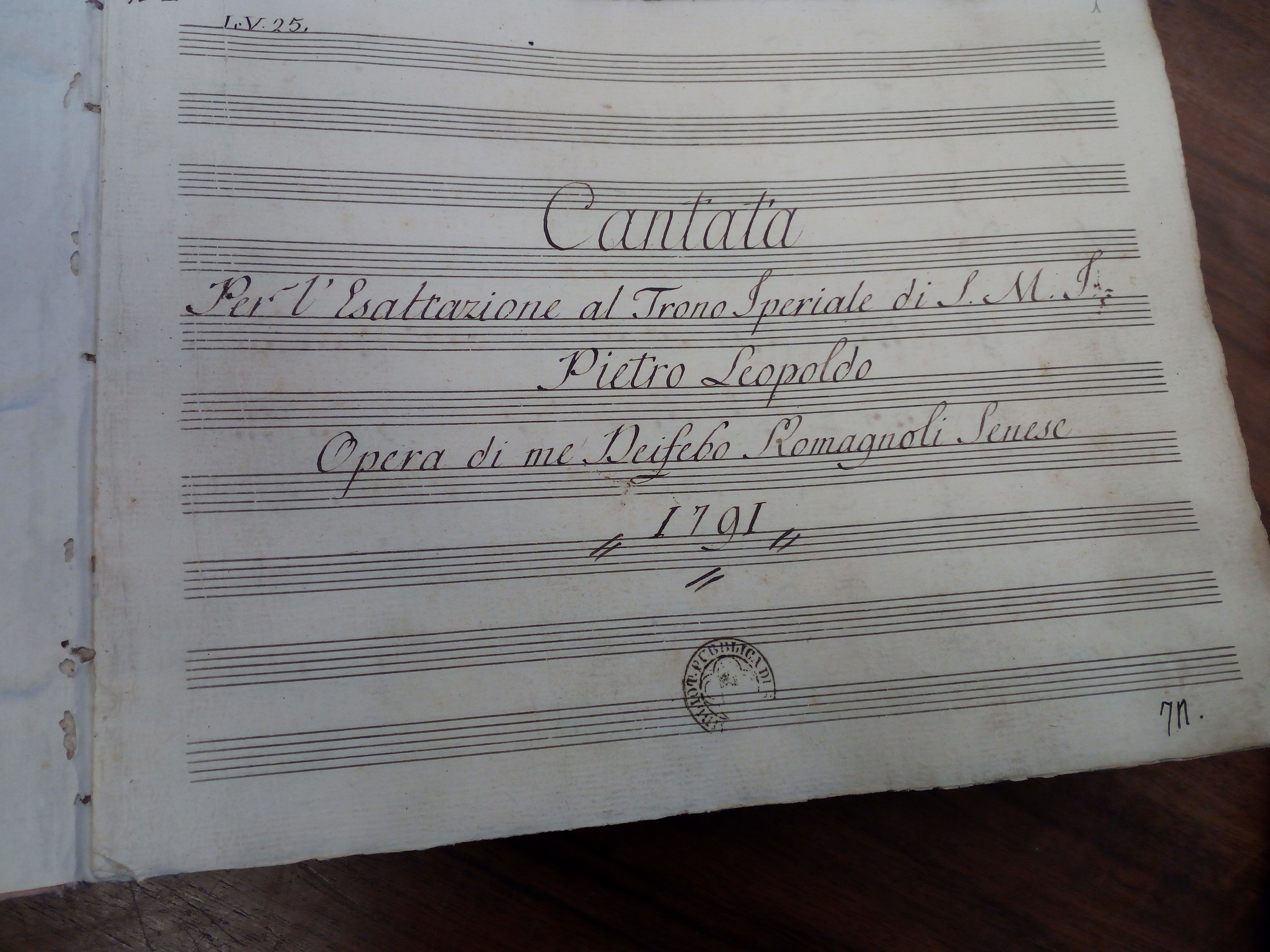
Cantata per Pietro Leopoldo di Deifebo Romagnoli

Nel secolo XVIII c'è una grande fioritura della produzione musicale di Provenzano, la cui cappella comincia a operare in concerto con quella della cattedrale. Nell'Archivio Arcivescovile di Siena, dove in un primo tempo è stato conservato il materiale della cappella provenzanese sono rimasti due libri liturgico-musicali settecenteschi, appartenuti al cantore Giovanni Andrea Balzi, ma il grosso della produzione di Provenzano è oggi alla Biblioteca degli Intronati. Riferibile alla cappella provenzanese anche il fondo di Giovanni Pieri (arrivato in biblioteca nel 1861). Nel Fondo Provenzano degli Intronati (quasi tutto nella sezione di musica manoscritta della biblioteca, anche se, in ottemperanza alla prassi biblioteconomica del periodo, molto del lascito è stato diviso per tipologia invece di conservare la sua unità) si notano numerose copie, probabilmente autografe, dei maggiori compositori senesi (o di aree limitrofe) del periodo (Domenico e Francesco Franchini, Carlo Lapini, Francesco Ceracchini, Lorenzo Borsini, Francesco Zanetti, Giovanni Francesco Giuliani e, soprattutto, Deifebo ed Ettore Romagnoli). Questi maestri eseguirono (e trascrissero) anche molta musica di altri maestri italiani (Giovan Carlo Maria Clari, Giovanni Battista Pergolesi, Angelo Antonio Caroli, Padre Martini, Pasquale Anfossi, Bonifazio Asioli, Pietro Alessandro Guglielmi, Domenico Cimarosa, Alessandro Rolla) e internazionali (Franz Joseph Haydn, Wolfgang Amadeus Mozart, Georg Friedrich Händel, Ignaz Pleyel, Ferdinando Paër, Vicente Martín y Soler, Louis Spohr, Vojtech Matyáš Jírovec e Franz Krommer), oltre a collaborare attivamente con le accademie, i teatri e la nobiltà (come dimostrano alcune partiture arcadiche e celebrative dei Romagnoli e di altri compositori non identificabili nel Fondo Pieri). Settecenteschi anche molti trattati della Biblioteca degli Intronati, tra i quali si notano le importanti opere di Eulero, Jean-Philippe Rameau e Giuseppe Tartini. Attribuibile con difficoltà a Francesco Ceracchini è la cantata boschereccia eseguita per la Regina d'Etruria nel 1804 conservata, in forma probabilmente autografa, nel fondo della famiglia Sergardi Biringucci dell'Archivio di Stato.

## L'Ottocento

### Panoramica
Nell'Ottocento si registra un'impennata della produzione musicale dovuta alla sinergia tra le cappelle ecclesiastiche (della cattedrale e di Provenzano) e le due bande cittadine appena sorte, la Banda Municipale (fondata da Ceracchini nel 1815) e la Filarmonica (nata nel 1827). Cappelle e bande, dal 1834, hanno anche istituito scuole e istituti formativi musicali che hanno prodotto molti pezzi didattici e trattati. Inoltre, molto materiale si riferisce al neonato collezionismo nobiliare, al divismo di cantanti d'opera senesi (operanti in tutto il mondo), e alla solerzia di compositori dilettanti.

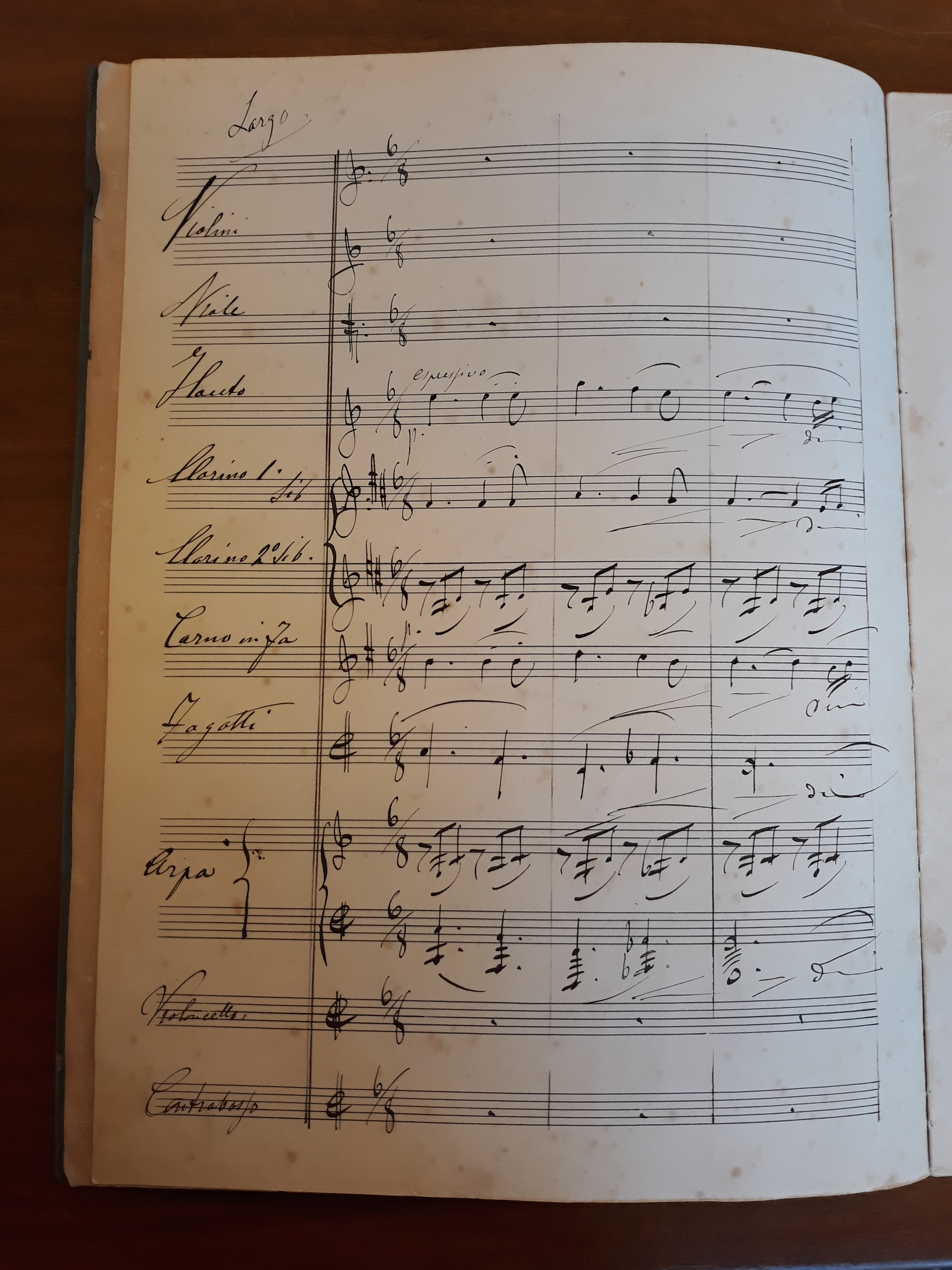
Romanza di anonimo trascritta per banda da Rinaldo Franci

### Le bande e le cappelle
Tra le bande e le cappelle hanno operato prolifici compositori: Angelo Ortolani, Quirino Bocciardi, Rinaldo Morrocchi, Rinaldo Ticci, Rinaldo Franci, Torquato Ricci, Tullio Triccoli e Stefano Zani. Leggendo la loro produzione si evince l'andamento quantitativo della musica sacra e strumentale senese nel secolo XIX: le partiture di Ortolani, Bocciardi e Ticci, riferite alla prima metà del secolo, presentano un ricco organico e attestano una vita musicale variegata e molteplice, con frequenti collaborazioni tra le cappelle, le bande, il teatro e le accademie. Stupiscono per numero le molte parti manoscritte allegate alle partiture stampate delle messe di Luigi Cherubini e Luigi Felice Rossi, probabilmente trascritte dai maestri di cappella per un numero di strumentisti assai corposo. Nelle composizioni di Morrocchi, Franci, Ricci, Triccoli e Zani, scritte nella seconda metà dell'Ottocento, si nota il progressivo assottigliarsi degli organici, il prosciugarsi delle occasioni, e l'arenarsi quasi completo della produzione teatrale, ma anche un interesse maggiore per le formazioni strumentali insolite, derivato dalla prassi bandistica (Ricci e Franci hanno strumentato i loro ballabili per una curiosa molteplicità di strumenti a fiato), e una sinergia con altre realtà toscane (il fiorentino Luigi Ferdinando Casamorata donò due messe a Morrocchi, alcune composizioni dell'aretino Cosimo Burali-Forti sono state copiate dagli strumentisti della banda, e l'op. 1 dell'aretino Francesco Coradini è nel materiale generico a stampa degli Intronati, forse collezionato da Zani). Le musiche di Ortolani, Bocciardi, la produzione sacra di Morrocchi e le musiche di Zani sono tutte nel Fondo Provenzano della Biblioteca degli Intronati. La musica profana di Morrocchi è confluita nella donazione effettuata da Omero Corridi alla stessa biblioteca nel 1931. Quella di Rinaldo Ticci è arrivata agli Intronati con la donazione di Giuseppe Porri tra il 1861 e il 1886. Il lavoro di Triccoli è stato donato dagli eredi alla biblioteca nel 1934, quello di Ricci (ricco anche di partiture di Rinaldo Franci) nel 1930. Tutte queste donazioni furono trattate secondo la prassi biblioteconomica di allora, e sono quindi state divise secondo la tipologia di materiale invece che per provenienza o per fondo.

### Collezionisti, cantanti e dilettanti
Per quel che riguarda i cantanti senesi, nell'Archivio di Stato di Siena si conservano le carte della diva Marietta Piccolomini. Di eminentemente musicale, il suo fondo contiene i programmi dei suoi numerosi recital, molte edizioni dei libretti in pubblicazioni americane promosse da lei stessa (i Piccolomini librettos), e alcune canzoni a lei dedicate da artisti inglesi e statunitensi (qualche volta anche in forma manoscritta). Appassionati di opera anche i membri delle famiglie Brichieri-Colombi e Bargagli-Petrucci, i cui lasciti sono anch'essi all'Archivio di Stato. I Brichieri-Colombi collezionarono canzoni, fantasie da operette, valzer straussiani e marce patriottiche, e i Bargagli-Petrucci si interessarono alle operette e agli oratori (hanno un libretto del Barbe-bleue di Offenbach e della Santa Cecilia di Giovacchino Maglioni). Nel materiale musicale generico della Biblioteca degli Intronati è confluito un gran numero di pezzi musicali collezionati da appassionati di musica (per esempio della studiosa Luigia Cellesi, innamorata di musica vocale) e dalle compositrici Maria Barbetti e Vittoria Gazzei Barbetti, autrici di canzoni (Vittoria anche di alcune operette) e appassionate di musica vocale e pianistica.

## Il Novecento

### L'Unione Bandistica
Ancora divise fino al 1959, le bande senesi non hanno conservato l'interezza delle loro collezioni musicali e, a parte i pezzi di Ricci, Triccoli, Ticci e Franci, sopravvissuti grazie ai collezionisti ottocenteschi la cui vita si è protratta dopo il 1900 (e che oggi si conservano agli Intronati), allo stato attuale degli studi non sembra rimasta traccia delle molte collaborazioni delle bande con i teatri, gli ensemble militari e le accademie promosse da Pietro Formichi e Salvatore Giarretta a cavallo tra Otto e Novecento. L'attuale fondo della banda senese deriva dalla riorganizzazione di Ugo Mattii, maestro quasi manager a partire dagli anni '20 del Novecento. Sono suoi quasi tutti i manoscritti presenti nell'attuale Unione Bandistica Senese, sorta, come si accennava, nel 1959. Mattii fece diventare la banda senese un vero e proprio organismo “statale”, parte integrante, a livello locale, dell'Opera Nazionale Dopolavoro, e alimentò la domanda musicale con trascrizioni dei più celebri pezzi d'opera (anche operetta) e ballabili del periodo, e con un grande lavoro di riscrittura e adattamento dei pezzi dei passati maestri, soprattutto di Formichi e di Michele Pannocchia. Il lavoro di Mattii è riuscito a preservare almeno un autografo di Formichi, quello della Marcia del palio.

### Il materiale parrocchiale
Rispetto ai fasti ottocenteschi, la produzione sacra degli anni '20 e '30 del Novecento si riduce nell'organico, ma non nella varietà dei pezzi. Nel posseduto proveniente dalle parrocchie oggi conservato nell'Archivio Arcivescovile, pur esiguo, si trovano non poche composizioni per coro, pianoforte a quattro mani, o per più pianoforti: lavori non solo sacri (comunque numerosi, opera di specialisti post-ceciliani toscani come Orlando Rafanelli e di glorie locali come Fortunato Sderci, maestro del coro annesso alla banda di Mattii, e Rinaldo Franci), ma anche di autori classici (Mozart e Beethoven). Dopo la Seconda Guerra Mondiale evidentemente l'attività musicale parrocchiale cessa la sua produzione centralizzata, che si trasferisce all'iniziativa privata dei singoli fedeli: da allora l'unico materiale notato conservato nelle parrocchie è quello contenuto nei messali stampati in edizioni vaticane o diocesane di editori come Pustet, Marietti e Poleti.

### L'Accademia Chigiana
Le fonti musicali senesi dagli anni '30 del Novecento in poi coincidono quasi del tutto con l'attività dell'Accademia Chigiana. Nel posseduto della biblioteca dell'istituzione sono confluite le collezioni
- di Franco Capuana, derivata dalla sua straordinaria attività di direttore d'orchestra[30]
- dell'arpista Ada Ruata Sassoli[31]
- del musicologo Adelmo Damerini[32]
- delle concertiste Amelia e Vittoria Almagià[33]
- del compositore Aurelio Peruzzi[34]
- della cantante Clara Novello[35]
- di Giulia Varesi e del marito Egidio Cora[36]: lui appassionato di musica, amico di Luigi Mancinelli, lei nipote del grande baritono Felice Varesi (nel loro lascito si nota la parte del protagonista del Macbeth di Verdi, con annotazioni di Varesi, il primo interprete, e del compositore)[37]
- della marchesa Elisabetta De Piccolellis, ricca di musica vocale e operistica[38]
- della pianista Emma Contestabile[39]
- della pianista Gabriella Barsotti, con musica pianistica e operistica[40]
- del grande critico e musicologo Giannotto Bastianelli[41]
- della pianista Giulia Franci[42]
- del compositore Guido Turchi[43]
- dello studioso Joseph Repplinger, con più di 5000 volumi[44]
- del pianista e clavicembalista Stelio Maroli[45]

Inoltre, l'Accademia conserva anche le trascrizioni anni '30 di Alfredo Casella e Vito Frazzi delle composizioni di Antonio Vivaldi, a quel tempo appena riscoperte, e un nutrito fondo di libretti d'opera.

### IlFranci,Siena Jazze De André
Novecenteschi anche i lasciti arrivati
- all'Istituto «Rinaldo Franci» (la cui biblioteca contiene di per sé molto materiale)[48]:
  - il fondo del collezionista di opere liriche Eugenio Zaldivar[49]
  - dell'insegnante di pianoforte Maria De Fabriziis[50]
  - il ricco lascito della musicologa Miriam Donadoni Omodeo[51]
  - di Vittorio Baglioni, importante personalità musicale senese (direttore dell'Accademia Chigiana e della banda cittadina)[52]
- al Centro Studi «Arrigo Polillo» di Siena Jazz: il centro è forse il maggior conservatore europeo di stampa periodica sul jazz, e conserva i lasciti dei jazzisti Luca Flores, Giuseppe Barazzetta, Vittorio Franchini e Liborio Pusateri, oltre che storici rulli e dischi in vinile[53]
- al Dipartimento di scienze storiche e dei beni culturali dell'Università, dove sono confluite le carte di Fabrizio De André, intorno alle quali è nato il Centro Studi De André.[54][55]

## Tabella dei fondi musicali senesi
| Ente conservatore                               | Indirizzo                                 | Fondi |
| ----------------------------------------------- | ----------------------------------------- | --- |
| Accademia Chigiana                              | Via di Città, 89                          | Fondo Antico Fondo delle Settimane Musicali Fondo Capuana Libretti Fondo Sassoli Fondo Adelmo Damerini Fondo Almagià Fondo Peruzzi Fondo Novello Fondo Cora Varesi Fondo De Piccolellis Fondo Contestabile Fondo Barsotti Fondo Bastianelli Fondo Giulia Franci Fondo Guido Turchi Fondo Repplinger Fondo Stelio Maroli |
| Archivio Arcivescovile                          | Via Fusari, 15                            | Libri Liturgico-Musicali Materiale musicale Materiale di Provenzano |
| Archivio di Stato                               | Via Banchi di Sotto                       | Frammenti musicali Materiale musicale Fondo Brichieri Colombi Fondo Marietta Piccolomini |
| Archivio storico dell'Opera della Metropolitana | Via Monna Agnese                          | Libri liturgico-musicali della Libreria Piccolomini |
| Biblioteca comunale degli Intronati             | Via della Sapienza, 3                     | Libri Liturgico-Musicali Materiale musicale Trattati musicali Fondo Provenzano Fondo Barbetti Fondo Pieri Fondo Porri Fondo Lecceto Fondo Corridi Fondo Ricci Fondo Triccoli |
| Istituto «Rinaldo Franci»                       | Prato Sant'Agostino, 2                    | Biblioteca Fondo Zaldivar Fondo De Fabriziis Fondo Donadoni Omodeo Fondo Vittorio Baglioni |
| Siena Jazz                                      | Fortezza Medicea                          | Biblioteca del Centro Studi Angelo Polillo |
| Unione Bandistica Senese                        | Fortezza Medicea, Piazza della Libertà 14 | Fondo della Banda Città del Palio |